# Resolutie 774 Veiligheidsraad Verenigde Naties
Resolutie 774 van de Veiligheidsraad van de Verenigde Naties werd op 26 augustus 1992 met unanimiteit van stemmen aangenomen.

## Achtergrond
Nadat in 1964 geweld was uitgebroken tussen de Griekse en Turkse bevolkingsgroep op Cyprus stationeerden de VN de UNFICYP-vredesmacht op het eiland. Die macht wordt sindsdien om het half jaar verlengd. In 1974 bezette Turkije het noorden van Cyprus na een Griekse poging tot staatsgreep. In 1983 werd dat noordelijke deel met Turkse steun van Cyprus afgescheurd. Midden 1990 begon het toetredingsproces van (Grieks-)Cyprus tot de Europese Unie maar de EU erkent de Turkse Republiek Noord-Cyprus niet.

## Inhoud
De Veiligheidsraad:
- overweegt de secretaris-generaals rapport over zijn missie in Cyprus;
- bevestigt de vorige resoluties;
- bemerkt de vooruitgang, bijzonder inzake het recht op terugkeer en eigendom en inzake territoriale aanpassingen;
- is bezorgd dat de doelstellingen in resolutie 750 nog niet bereikt konden worden;

1. steunt het rapport van de secretaris-generaal en looft zijn inspanningen;
2. bevestigt dat de oplossing gebaseerd moet zijn op één soevereine staat Cyprus met twee gelijkwaardige gemeenschappen en onafhankelijk van enig ander land;
3. steunt de aan het rapport toegevoegde set ideeën als basis voor een raamakkoord;
4. gaat akkoord met de secretaris-generaal dat de ideeën nu voldoende zijn ontwikkeld om tot een akkoord te kunnen komen;
5. roept de partijen op om de nodige politieke wil te tonen;
6. dringt er bij de partijen op aan om de onderhandelingen door te zetten totdat er een raamakkoord is bereikt;
7. bevestigt dat hierna een internationale bijeenkomst moet worden gehouden met de twee gemeenschappen, Griekenland en Turkije om het raamakkoord af te ronden;
8. vraagt alle betrokkenen om mee te werken met de secretaris-generaal aan de voorbereiding van de gesprekken;
9. verwacht in 1992 een raamakkoord en een overgangsperiode in 1993;
10. bevestigt dat het huidige status quo onaanvaardbaar is en vraagt de secretaris-generaal alternatieve acties voor te stellen indien de gesprekken op niets zouden uitlopen;
11. vraagt de secretaris-generaal om vóór eind 1992 te rapporteren over de gesprekken in oktober.

## Verwante resoluties
- Resolutie 750 Veiligheidsraad Verenigde Naties
- Resolutie 759 Veiligheidsraad Verenigde Naties
- Resolutie 789 Veiligheidsraad Verenigde Naties
- Resolutie 796 Veiligheidsraad Verenigde Naties

Lijst ·  726 ·  727 ·  728 ·  729 ·  730 ·  731 ·  732 ·  733 ·  734 ·  735 ·  736 ·  737 ·  738 ·  739 ·  740 ·  741 ·  742 ·  743 ·  744 ·  745 ·  746 ·  747 ·  748 ·  749 ·  750 ·  751 ·  752 ·  753 ·  754 ·  755 ·  756 ·  757 ·  758 ·  759 ·  760 ·  761 ·  762 ·  763 ·  764 ·  765 ·  766 ·  767 ·  768 ·  769 ·  770 ·  771 ·  772 ·  773 ·  774 ·  775 ·  776 ·  777 ·  778 ·  779 ·  780 ·  781 ·  782 ·  783 ·  784 ·  785 ·  786 ·  787 ·  788 ·  789 ·  790 ·  791 ·  792 ·  793 ·  794 ·  795 ·  796 ·  797 ·  798 ·  799